# 33699 Jessiegan
33699 Jessiegan este o planetă minoră (asteroid), cu un diametru de 8,609 km, din centura de asteroizi. A fost descoperită pe 18 mai 1999 la Experimental Test Site⁠(d) de Lincoln Near-Earth Asteroid Research. 
Obiectul prezintă o orbită caracterizată de o semiaxă mare de 2,7897251 UAi, o excentricitate de 0,02, o înclinație de 1,79969 ° în raport cu ecliptica.